# Самарский, Александр Андреевич
Алекса́ндр Андре́евич Сама́рский (19 февраля 1919, хутор Свыстуны, Екатеринославская губерния — 11 февраля 2008, Москва, СССР) — советский и российский математик, академик РАН, председатель Учёного совета ИММ РАН, заведующий кафедрой вычислительных методов факультета ВМК МГУ, зав. кафедрой математического моделирования МФТИ. Герой Социалистического Труда (1979).

## Биография
Рано остался без родителей и с пяти лет его воспитывали старшие сёстры. С 1932 года, после переезда в Таганрог, учился в средней школе № 2 им. А. П. Чехова, которую с золотой медалью окончил в 1936 году. В школе, помимо успехов в математике и физике, увлекался литературой, писал пьесы. Поступил на отделение математической физики физического факультета МГУ.
В 1941 году, после окончания 4 курса, ушёл добровольцем на фронт — в 8-ю Краснопресненскую дивизию народного ополчения. Участвовал в боях при обороне Москвы. 12 декабря, находясь с группой бойцов в разведке, подорвался на мине и получил тяжёлое ранение. 10 месяцев провёл в госпиталях. После этого работал учителем в средней школе на золотом прииске «Коммунар» в Ширинском районе Красноярского края.
В декабре 1943 года, по вызову ректората МГУ, А. А. Самарский вернулся в Москву для продолжения учёбы. После окончания университета в 1945 году поступил в аспирантуру МГУ к А. Н. Тихонову. В 1957 году он защитил докторскую диссертацию. Член-корреспондент АН СССР по отделению математики (1966). Академик АН СССР (1976).
Самарский работал в Московском университете в должностях: доцента (1948—1958), профессора физического факультета МГУ (с 1958), профессора механико-математического факультета МГУ (1961—1970), профессора факультета вычислительной математики и кибернетики МГУ (с 1970). В 1982 году учёный организовал кафедру вычислительных методов факультета ВМК МГУ, заведующим которой он был до 2008.
В 1986 году по инициативе и под руководством А. А. Самарского была начата и через год завершена разработка «Общегосударственной Программы по развитию и применению методов математического моделирования в науке и народном хозяйстве». В рамках реализации этой программы, по поручению правительства, в том же 1986 году был организован Всесоюзный Центр математического моделирования, директором которого стал Александр Андреевич. В 1990 году Центр был преобразован в первый в стране Институт математического моделирования Академии наук.
А. А. Самарский долгие годы был заместителем академика-секретаря Отделения информатики, вычислительной техники и автоматизации РАН, председателем Научного совета РАН по комплексной проблеме «Математическое моделирование», председателем Национального комитета по математическому моделированию, представляющего отечественную науку в международной ассоциации «Математика и компьютеры в моделировании» (IMACS), членом редколлегий журналов «Успехи математических наук», «Вычислительная математика и математическая физика», «Дифференциальные уравнения». А. А. Самарский — основатель и главный редактор журнала «Математическое моделирование».
Неоднократно выступал в Московском энергетическом институте с лекциями по вопросам математического моделирования.
А. А. Самарский умер 11 февраля 2008 года после тяжёлой и продолжительной болезни. Похоронен в Москве на Троекуровском кладбище.

## Научная работа
Александр Андреевич Самарский — известный специалист в области вычислительной математики, математической физики, теории математического моделирования. Создатель теории операторно-разностных схем, общей теории устойчивости разностных схем.
С 1948 года совместно с академиком А. Н. Тихоновым разрабатывал численные методы и вёл первые в СССР прямые расчёты мощности взрыва атомной, а позже — водородной бомбы, хорошо совпавшие с испытаниями. В этих работах были заложены основы математического моделирования и созданы важнейшие принципы конструирования и обоснования разностных схем и параллельных вычислений. А. А. Самарский был пионером в параллельной обработке потоков данных.
С 1960-х годов вместе с учениками Александр Андреевич занимался проблемами лазерного термоядерного синтеза, магнитной и радиационной газодинамики, создания мощных лазеров, аэродинамики, атомной энергетики, физики плазмы.
А. А. Самарский стал соавтором научного открытия «Эффект Т-слоя», которое занесено в Государственный реестр открытий СССР под № 55 с приоритетом от 1965 г.
Научные достижения А. А. Самарского нашли отражение в большом числе монографий и учебников, А. А. Самарский — автор более 500 научных статей, свыше 30 монографий, учебников, задачников и популярных книг, многие из которых переведены на различные иностранные языки . Мировую известность приобрели классические университетские учебники «Уравнения математической физики» (в соавторстве с А. Н. Тихоновым), «Введение в теорию разностных схем», «Теория разностных схем», «Введение в численные методы». По теории численных методов издана большая серия книг (в соавторстве с учениками): «Численные методы», «Устойчивость разностных схем», «Методы решения сеточных уравнений», «Разностные методы решения задач газовой динамики», и другие.
Среди учеников А. А. Самарского свыше 40 докторов и 100 кандидатов наук, 3 академика и 5 членов-корреспондентов РАН, члены зарубежных академий наук. Научные школы, созданные при непосредственном участии А. А. Самарского, ныне активно работают не только в России, но и в Белоруссии, Украине, Грузии, Азербайджане, Армении, Латвии, Литве, Казахстане, Узбекистане, Западной Европе и США. Ученики и коллеги Александра Андреевича Самарского не только в России, но и во многих других странах, составляют живое и динамическое наследие, посредством которого его имя неразрывно связано с современной историей науки и образования.

## Избранные труды
Самарский А. А. — автор и соавтор более 30 учебников и монографий, в их числе:
1. Самарский А. А. Поляризация мезотронных волн при отражении потенциального барьера. // Вестник МГУ, № 1, 1947 г., с.123-137.
2. Тихонов А. Н., Самарский А. А. Уравнения математической физики. — М.-Л.: Гостехиздат, 1951 г., 660 с., 1963 (Pergamon Press), 2004(7-е изд.).
3. Будак Б. М., Самарский А. А., Тихонов А. Н. Сборник задач по математической физике. — М., Гостехиздат, 1956, 683 с., 1988 (Dover Publications. Inc.), 2003 (4-е изд.).
4. Самарский А. А. Введение в теорию разностных схем. — М.: Наука, — 1971. — 552 с.
5. Самарский А. А.Теория разностных схем. — М.: Наука, — 1977. — 616 с., 1983 (2-е изд.), 1989 (3-е изд.), 1984 (Deutsch, Academische Verlagsgessellschaft), 2001 (English, Marcel Dekker, Inc,).
6. Самарский А. А. Введение в численные методы. — М.: Наука, — 1982. — 286 с., 1987 (2-е изд.), 1997 (3-е изд.).
7. Самарский А. А., Попов Ю. П. Разностные схемы газовой динамики. — М.: Наука, — 1975. — 352 с., 1980 (2-е изд.), 1992 (3-е изд.).
8. Самарский А. А., Гулин А. В. Устойчивость разностных схем. — М.: Наука, — 1973. — 416 с., 2004 (2-е изд.), 2009 (3-е изд.).
9. Взаимодействие сгустка плазмы с магнитным полем в канале Рельсотрона / Данилова Г.В., Дородницын В.А., Курдюмов С.П., Попов Ю.П., Самарский А. А., Царёва Л.С.  Препринт ИПМ № 63, Москва, 1973
10. Самарский А. А., Галактионов В. А., Курдюмов С. П., Михайлов А. П. Режимы с обострением в задачах для квазилинейных параболических уравнений. — М.: Наука, — 1987. — 478 с.
11. Самарский А. А., Лазаров Л. Д., Макаров В. Л. Разностные схемы для дифференциальных уравнений с обобщёнными решениями. — М. Высшая школа, 1987, 296 с.
12. Samarskii А. А., Galactionov V. A., Kurdyumov S. P., Mikhailov A. P. Blow-up in quasilinear parabolic equations. Walter de Gruyte Berlin, NY, 1995, 534 p. ISBN 3-11-012754-7.
13. Samarsky А. А., Vabishchevich P. N. Computational Heat Transfer. Vol.1. Mathematical Modpomielling. Chichester, Wiley. 1995, 406 p., Vol.2. The Finite Difference Methodology. Chichester, Wiley, 1995, 422p.
14. Самарский А. А., Михайлов А. П. Математическое моделирование: Идеи. Методы. Примеры. — М.: Наука, Физматлит, 1997, 320 с., 2005 (5-е изд.), 2002 (English, Taylor and Francis). ISBN 5-9221-0120-X.
15. Самарский А. А., Вабищевич П. Н., Самарская Е. А. Задачи и упражнения по численным методам. — М.: Эдиториал, 2000 г. — 208 с., 2007 (3-е изд), 2009(4-е изд), 2017 (5-е изд).
16. Самарский А. А., Вабищевич П. Н. Аддитивные схемы для задач математической физики. — М.: Наука, 2001. ISBN 5-02-006505-6.
17. Samarskii A. A., Matus P. P., Vabishchevich P. N. Difference Schemes with Operator Factors. — Dordrecht Hardbound: Kluwer Academic Publishers, 2002.
18. А. А. Самарский, П. Н. Вабищевич. Численные методы решения обратных задач математической физики. — Москва: Эдиториал УРСС, 2004.

Воспоминания о нём сотрудников и друзей (к 100-летию)
- Модель академика А.А. Самарского: Избранные статьи. Очерки. Документы / Сост. и ред.: Четверушкин Б.Н., Самарская Е.А., Самарская Т.А., Богомолов С.В. – М.: МАКС Пресс, 2019. – 416 с. ISBN 978-5-317-6177-7.

## Признание заслуг

### Почётные звания
- Герой Социалистического Труда:

Указом Президиума Верховного Совета СССР от 16 февраля 1979 года Самарскому Александру Андреевичу присвоено звание Героя Социалистического Труда с вручением ордена Ленина и золотой медали «Серп и Молот».
- Заслуженный профессор МГУ (1993), Заслуженный профессор МФТИ (2003),
- Иностранный член Национальной академии наук Беларуси (Отделение физики, математики и информатики, 10 марта 2000), Национальной академии наук Украины (Отделение информатики, 7 апреля 2000).
- Почётный профессор Таганрогского радиотехнического университета (1994), Якутского университета (СВФУ им. М. К. Аммосова, 1999), почётный доктор Ростовского университета (1999), Высшей технической школы г. Карл-Маркс-Штадт (Хемниц, Германия, 1981), Тбилисского университета (1994)[11].

### Ордена и медали
- Трижды кавалер ордена Ленина (1954, 1964, 1979)
- Орден Трудового Красного Знамени (1969)
- Орден Октябрьской Революции (1975)
- Орден Славы 3 степени (1980)
- Орден Отечественной войны 1 степени (1985)
- Орден Дружбы народов (23 октября 1993 года) — за большой вклад в развитие отечественной науки и подготовку высоквалифицированных специалистов[12].
- Медаль «За оборону Москвы» (1944)
- Медаль «За победу над Германией в Великой Отечественной войне 1941—1945 гг.» (1946)
- Золотые медали ВДНХ (1980,1989)

### Премии
- Ленинская премия (1962) — за работу в области приборостроения.
- Сталинская премия второй степени (1953) — «за расчётно-теоретические работы по изделию РДС-6с и РДС-5».[13][14]
- Государственная премия СССР (1965).
- Государственная премия России (1999) — за цикл работ по теории разностных схем.
- Премия имени М. В. Ломоносова I степени (1997) — за цикл работ «Проблемы устойчивости теории разностных схем».

### Поощрения Президента Российской Федерации
- Благодарность Президента Российской Федерации (13 октября 1998 года) — за выдающиеся заслуги в научной деятельности[15].

## Память
В 2015 году в Москве, на территории кампуса МГУ на Ленинских горах, появилась улица Академика Самарского, которая расположена между улицей Лебедева и Менделеевской улицей. На улицу Академика Самарского теперь выходит северо-восточный фасад Главного здания МГУ, обращённый к Воробьёвым горам и Москве-реке.